# Page County (Iowa)
Das Page County ist ein County im US-Bundesstaat Iowa. Bei der Volkszählung im Jahr 2020 hatte das County 15.211 Einwohner und eine Bevölkerungsdichte von 11 Einwohnern pro Quadratkilometer. Der Verwaltungssitz (County Seat) ist Clarinda, benannt nach Clarinda Buck, einer Nichte des Stadtgründers.

## Geographie
Das County liegt im Südwesten von Iowa, grenzt im Süden an Missouri und hat eine Fläche von 1.387 Quadratkilometern, wovon ein Quadratkilometer Wasserfläche ist. Es grenzt an folgende Nachbarcountys:
| Mills County               | Montgomery County | Adams County              |
| Fremont County             |                   | Taylor County             |
| Atchison County (Missouri) |                   | Nodaway County (Missouri) |

## Geschichte
Das Page County wurde am 24. Februar 1847 aus ehemaligen Teilen des Pottawattamie County gebildet. Benannt wurde es nach Captain John Page, einem Helden im Mexikanisch-Amerikanischen Krieg.
Im Page County liegt eine National Historic Landmark, das William P. Hepburn House. 8 weitere Bauwerke des Countys sind im National Register of Historic Places eingetragen.

## Demografische Daten
Nach der Volkszählung im Jahr 2010 lebten im Page County 15.932 Menschen in 6.396 Haushalten. Die Bevölkerungsdichte betrug 11,5 Einwohner pro Quadratkilometer.
Ethnisch betrachtet setzte sich die Bevölkerung zusammen aus 94,4 Prozent Weißen, 2,2 Prozent Afroamerikanern, 0,5 Prozent amerikanischen Ureinwohnern, 0,7 Prozent Asiaten sowie aus anderen ethnischen Gruppen; 1,4 Prozent stammten von zwei oder mehr Ethnien ab. Unabhängig von der ethnischen Zugehörigkeit waren 2,7 Prozent der Bevölkerung spanischer oder lateinamerikanischer Abstammung.
In den 6.396 Haushalten lebten statistisch je 2,19 Personen.
22,0 Prozent der Bevölkerung waren unter 18 Jahre alt, 58,1 Prozent waren zwischen 18 und 64 und 19,9 Prozent waren 65 Jahre oder älter. 48,1 Prozent der Bevölkerung war weiblich.
Das jährliche Durchschnittseinkommen eines Haushalts lag bei 40.778 USD. Das Prokopfeinkommen betrug 21.204 USD. 11,7 Prozent der Einwohner lebten unterhalb der Armutsgrenze.

## Orte im Page County
Citys
- Blanchard
- Braddyville
- Clarinda
- Coin
- College Springs
- Essex
- Hepburn
- Northboro
- Shambaugh
- Shenandoah1
- Yorktown

1 – teilweise im Fremont County

## Gliederung
Das Page County ist in 16 Townships eingeteilt:
- Amity Township
- Buchanan Township
- Colfax Township
- Douglas Township
- East River Township
- Fremont Township
- Grant Township
- Harlan Township
- Lincoln Township
- Morton Township
- Nebraska Township
- Nodaway Township
- Pierce Township
- Tarkio Township
- Valley Township
- Washington Township